# Are You Kidding Me? No.
Are You Kidding Me? No. è il terzo album dei Destrage, pubblicato nel 2014 dall'etichetta discografica Metal Blade.

## Tracce
1. Destroy Create Transform Sublimate – 5:24
2. Purania – 5:01
3. My Green Neighbour – 4:12
4. Hosts, Rifles & Coke – 3:42
5. G.O.D. – 3:33
6. Where the Things Have No Colour – 6:38
7. Waterpark Bachelorette – 4:33
8. Before, After and All Around – 4:24
9. -(Obedience) – 4:17
10. Are You Kidding Me? No. (feat. Ron "Bumblefoot" Thal) – 7:42

## Formazione
- Paolo Colavolpe - voce
- Matteo Di Gioia - chitarra
- Ralph Guido Salati - chitarra
- Gabriel Pignata - basso
- Federico Paulovich - batteria